# Стюарт Литтл 3: Зов природы
«Стю́арт Литтл 3: Зов приро́ды» (англ. Stuart Little 3: Call of the Wild) — американский анимационный приключенческий комедийный фильм 2006 года режиссёра Оду Падена, распространяемый Sony Pictures Home Entertainment. Он был выпущен на DVD в Северной Америке 21 февраля 2006 года. Это третья и последняя часть трилогии Стюарта.
В фильме Стюарт и его семья проводят летние каникулы в хижине возле озера Гарланд. Во время отпуска Стюарт подружился с разговорчивым антропоморфным скунсом по имени Рико, а семейную кошку Сноубелл похищает загадочный зверь. Майкл Дж. Фокс, Джина Дэвис и Хью Лори повторяют свои роли Стюарта Литтла, Элеоноры Литтл и Фредерика Литтла, а Сноубелл, Джорджа и Монти теперь озвучивают Кевин Шон, Кори Паднос и Рино Романо (заменяющие Натана Лейна, Джонатана Липники и Стива Зана, который ранее изображал и озвучивал их в игровых фильмах).
В отличие от своих предшественников, «Стюарт Литтл 3: Зов природы» был полностью анимационным проектом. Это также единственный фильм в серии, который не вышел в прокат, а был выпущен непосредственно на видео. В отличие от первых двух фильмов, «Зов природы» получил в целом отрицательные отзывы.

## Сюжет
Стюарт и его семья покидают комфорт Нью-Йорка, чтобы отправиться в поход возле озера Гарленд. Когда они добираются туда, Стюарт встречает Рико, гладко говорящего скунса , которого обычно не любят лесные животные, и его миссия - накормить «Чудовище», пуму, которая каждую ночь терроризирует лесных животных.
Во время похода со своим отцом Стюарт и Джордж натыкаются на «Озерных разведчиков» и присоединяются к ним под присмотром Фредерика. Джордж преуспевает в разведке, а также влюбляется в своего товарища-скаута по имени Брук, но Стюарту трудно не отставать из-за его маленького роста. Не повезло с разведчиками и командиром войск Биклом, смотрящим на него сверху вниз, Стюарт заключает сделку с Рико, чтобы он изучил пути леса. После некоторой тренировки и приглашения на ужин с семьей Стюарта Рико в конечном итоге подружилась со Стюартом. Но после того, как Рико решила, что данной ему еды недостаточно, Рико обманом заставляет Сноубелл войти в лес и попадает в плен к Зверю. Вскоре после того, как выяснилось, что за исчезновением Сноубелл стоит Рико, Стюарт отправляется в пустыню, чтобы спасти Сноубелл.
Вскоре после этого Элеонора узнает, что Стюарт пропал, и собирает поисковую группу с Фредериком и разведчиками. Тем временем Стюарт успешно спасает Снежок и пытается обманом заставить Чудовище попасть в ловушку, покрытую палками и листьями. Заметив, что ловушка не сработала и прежде чем Стюарта съели, появляется Рико с группой лесных животных, которым он изначально не нравился; лесные животные помогают Стюарту и Рико. Животные и Рико ловят Чудовище, которого затем увозят в зоопарк , а Стюарт получает золотой платок от начальника войск Бикла. Когда семья Стюарта собирается уезжать, Рико извиняется за свое поведение и говорит Стюарту, что он был не прав, предав его.
В конце фильма Стюарт прощается с Рико, и Литтлы возвращаются домой в Нью-Йорк.

## Роли озвучивали
| Актёр            | Роль                 |
| ---------------- | -------------------- |
| Майкл Джей Фокс  | Стюарт Литтл         |
| Джина Дэвис      | Миссис Элионор Литтл |
| Хью Лори         | Мистер Фредрик Литтл |
| Кори Пэднос      | Джордж Литтл         |
| Уэйн Брэйди      | Рико                 |
| Кевин Чон        | Снежок               |
| Вирджиния Мэдсен | Животное             |
| Рино Романо      | Монти                |
| Тара Стронг      | Брук                 |
| София Пэйден     | Банни                |

## Восприятие
В отличие от первых двух фильмов, которые были приняты положительно, этот фильм получил в целом отрицательные отзывы. Джеймс Плат из Reels.com оценил его на 2,5 из 4, заявив: «Детям он по-прежнему понравится, потому что сюжетная линия увлекательна, цветовая палитра яркая и веселая, песни достаточно оптимистичные и приятные, а сообщения о хорошем поведении и настойчивости и принадлежность того стоит». Themoviescene.co.uk присвоил фильму 2/5 звезд и сказал: «Все это сводится к тому, что «Стюарт Литтл 3: Зов природы» на самом деле немного разочаровывает, поскольку в нем отсутствует многое из того, что сделало первые два фильма нужны почти всей семье».
Слоан Фрир из Radiotimes.com оценил фильм на 2 балла из 5, заявив: «Качество резко падает в этом скучном продолжении, транслируемом прямо на видео. Ушло в прошлое очаровательное сочетание живого действия и компьютерной графики, использованное в двух оригинальных фильмах, заменено полноценным анимация, плоскость и простота которой символизируют всю историю. Удивительно, но основной талант озвучивания остается прежним: Майкл Джей Фокс, Джина Дэвис и Хью Лори тратят свои усилия на слабый сюжет, в котором мышонок Стюарт демонстрирует свою храбрость, когда Снежок. семейного кота похищают во время каникул клана Маленького на берегу озера. Нетребовательный юмор, немного легкой опасности и обязательные уроки жизни предлагают достаточно содержания, чтобы сделать счастливыми самых маленьких, но только короткое время бега впечатлит кого-то постарше».
Боб Хуз из PluggedIn.com сказал: «Те, кто полюбил фильмы «Стюарт Литтл» и «Стюарт Литтл 2», обнаружат ряд заметных изменений в этой третьей части. Во-первых, она полностью анимирована, вместо использования устоявшейся в франшизе комбинации живое действие и анимация. И целевая аудитория, похоже, сужается до детей примерно 7 лет. Но хотя приключения не такие большие, а песни не такие поющие, Стюарт по-прежнему остается маленьким парнем с большим сердцем. У него все еще есть обаяние, решимость и смелость. Он по-прежнему помогает нам понять, что с любящей семьей и помощью наших друзей мы можем выстоять, несмотря ни на что».

## Домашние СМИ
«Стюарт Литтл 3: Зов природы» был выпущен на DVD 21 февраля 2006 года. Продажи DVD в США составили 11,7 миллиона долларов.
DVD включал в себя ряд особенностей. Сюда входили игры: «Помогите Стюарту сбежать!» и «Чудовищный аппетит Монти», а также «Летний журнал Стюарта», краткое изложение событий фильма в формате журнала. Также был включен «Научитесь рисовать», в котором содержались пошаговые руководства по рисованию персонажей из фильма, и трейлер к игре Stuart Little 3: Big Photo Adventure для PlayStation 2.

## Будущее
Tracking Board и Zimbio сообщили, что Sony Pictures Animation и Red Wagon Productions разрабатывают новый фильм о Стюарте Литтле, а продюсерами возвращаются Дуглас Уик и Люси Фишер. Как и в первых двух фильмах, он будет сочетать живое действие и компьютерную анимацию. Перезагрузка не будет продолжением предыдущих фильмов и, как говорят, будет в духе фильма Джона Хьюза.
Было заявлено, что фильм будет более точной адаптацией романа Э. Б. Уайта, чем предыдущие фильмы, и изначально его планировалось выпустить либо в 2018, либо в 2019 году. По состоянию на 2024 год статус фильма остается неизвестным.
3 октября 2023 года было объявлено, что над перезагрузкой мультсериала Стюарта Литтла в настоящее время работает Sony Pictures Television Kids.